# アクセリ・ベルク
アクセリ・イヴァノヴィチ・ベルク（ロシア語：Аксель Иванович Берг、英語：Aksel Ivanovich Berg、1893年11月10日 - 1979年7月9日）はソビエト連邦の無線工学者、海軍の技術将校。

## 生涯
1893年11月10日、アクセリ・ベルクはロシア帝国のオレンブルクで生まれた。父はスウェーデン人、母はイタリア人だった。
1914年に海軍学校を卒業すると、第一次世界大戦では潜水艦の航海士として従軍し、ロシア内戦では潜水艦の艦長を務めた。内戦終戦後は海軍の学校に進学し、1923年に海軍の技術士官学校を、1925年レニングラードの海軍兵学校を卒業した。1924年からレニングラードの高等教育機関で教鞭をとり、1930年に現サンクトペテルブルク電気工科大学の教授になり、1936年に博士号を取得した。
大粛清中の1937年12月、ベルクは反共産主義者として逮捕された。チェルトックによれば、元ロシア帝国軍人で両親が外国人のベルクが軍の将校を指導していたためだという。だが1940年5月、ベルクは証拠不十分として釈放された。
1943年3月にMinistry of the Electrical Industry（直訳：電子工学産業省）の副大臣に任命され、1943年から1947年まで無線会議の副議長、1953年から1957年までソ連国防省の副大臣を務めた。
1979年7月9日にモスクワで死去した。

## 業績・評価
ソ連における無線工学での業績が評価されており、1951年にはソ連科学アカデミーから無線工学における業績によりA. S. Popov gold medalを授与された。ロシアの工学者ボリス・チェルトックは『Rockets and People』の中でアクセリ・ベルクを「（ソ連）国内の無線工学史において最も輝かしい人物」と評価している。

## 人柄・エピソード
ロシアの工学者ボリス・チェルトックは1943年にベルクと初めて会ったときの印象を「高齢の教授というよりむしろ中将の肩書をもつ海軍の軍人だった」と語っている。また、洒落気を忘れない人だったという。

## 受賞歴
- 1922年 - the rank of Hero of Labor of a Detached Squadron of Submarines[2]
- 1951年 - ソ連科学アカデミーA. S. Popov gold medal[2]
- 1963年 - 社会主義労働英雄[2]
- レーニン勲章 - 3回受賞[2]など

## 肩書
- ソ連科学アカデミー - 準会員（1943年 - 1946年）、正会員（1946年 - ）[2]
- ソ連科学アカデミー無線・電子工学研究所（英語版）（直訳） - 設立者、所長（1953年就任）[1]
- 現サンクトペテルブルク電気工科大学（英語版） - 教授（1930年 - ）[3]
- 電子工学産業省（英語版） - 副大臣（1943年3月 - 1944年10月）[2][6]
- ソビエト連邦共産党 - 党員（1944年 - ）[2]